# Svarta raden

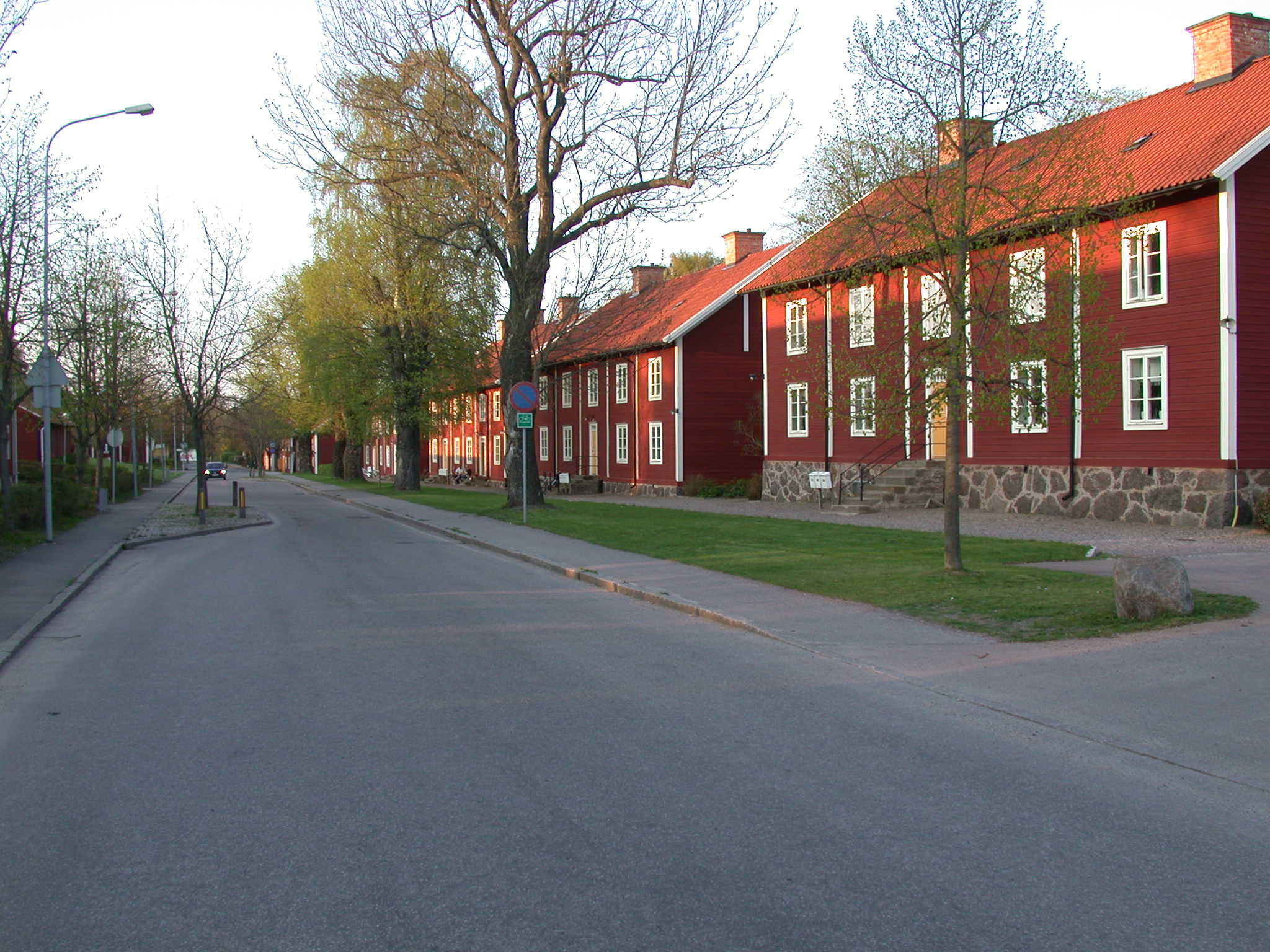
Svarta raden vid gamla Motala Verkstad

Svarta raden är ett i folkmun uppkommet namn på de arbetarbostäder på Verkstadsön vid AB Motala Verkstads område, Motala, Östergötland. Området byggdes ut under 1800-talet. Eftersom husen byggdes på linje utmed gatan, kallades det att man bodde "på raden". Vid Motala Verkstad fanns flera så kallade rader, där vissa byggnader finns kvar idag som privatbostäder, exempelvis Förmansraden och Lilla raden. 
Svarta raden, även kallad Långa raden, fick sitt namn från att verkstadens kolgård låg bredvid den, varifrån svart rök pyrde och färgade husen svarta. 
Husen på Svarta raden har idag moderniserats och blivit privatbostäder. Två lägenheter har iordningställts som museer. Den ena visar en interiör från en bouppteckning 1853 och den andra visar en dito från 1903. Lägenheterna visas under guidade turer i området.